# Pieni Aittojärvi
Pieni Aittojärvi är en sjö i kommunen Kaavi i landskapet Norra Savolax i Finland. Den är 14,7 meter djup. Arean är 34 hektar och strandlinjen är 3,97 kilometer lång. Sjön  ingår i Vuoksens huvudavrinningsområde.   Den ligger omkring 55 kilometer öster om Kuopio och omkring 380 kilometer nordöst om Helsingfors. 
Pieni Aittojärvi ligger väster om Pälkki. 